# ام‌اس آلباتروس
ام‌اس آلباتروس (به انگلیسی: MS Albatros) یک کشتی است که طول آن ۱۷۷٫۷۰ متر (۵۸۳ فوت) می‌باشد. این کشتی در سال ۱۹۷۳ ساخته شد.